# ليلى بريندن
ليلى بريندن (بالنرويجية البوكمول: Laila Brenden)‏ هي كاتِبة وكاتبة للأطفال نرويجية، ولدت في 1956.